# Endless Arcade
Endless Arcade è l'undicesimo album in studio del gruppo musicale britannico Teenage Fanclub, pubblicato nel 2021.

## Tracce
1. Home – 7:03 (Norman Blake)
2. Endless Arcade – 3:26 (Raymond McGinley)
3. Warm Embrace – 2:07 (Blake)
4. Everything Is Falling Apart – 4:28 (McGinley)
5. The Sun Won't Shine on Me – 2:39 (Blake)
6. Come with Me – 3:27 (McGinley)
7. In Our Dreams – 4:15 (McGinley)
8. I'm More Inclined – 3:21 (Blake)
9. Back in the Day – 3:49 (Blake)
10. The Future – 3:06 (McGinley)
11. Living with You – 2:55 (Blake)
12. Silent Song – 3:48 (McGinley)